# Lago di Garzonè
Il lago di Garzonè è un lago alpino della provincia di Trento, situato a 1940 metri di altitudine nel comune di Caderzone Terme; assieme all'adiacente lago di San Giuliano fa parte del bacino idrografico della Sarca.

## Descrizione

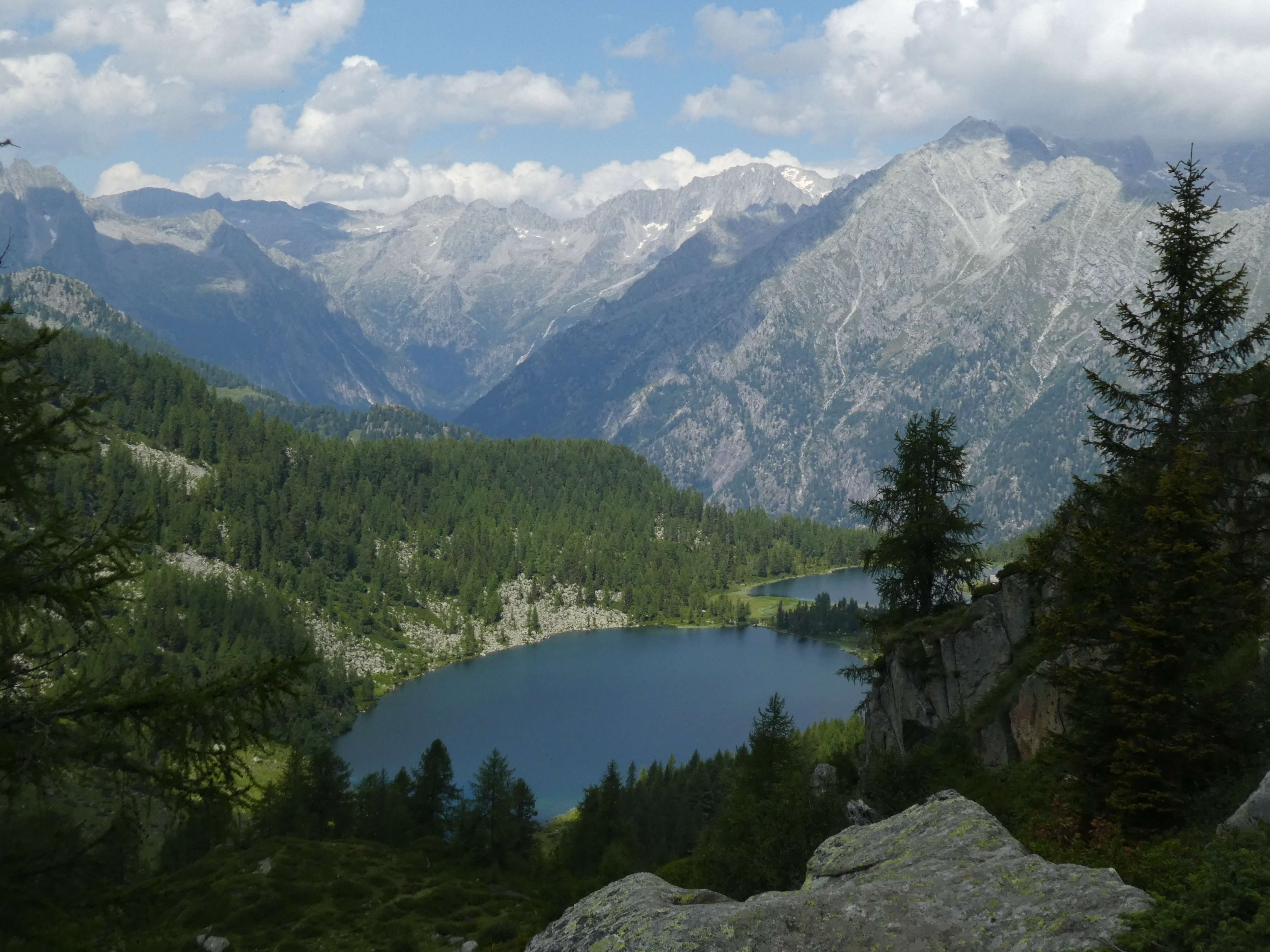
Il lago di Garzonè (in primo piano) e quello di San Giuliano (dietro)

Il lago è situato nel Gruppo dell'Adamello, nella parte più interna di un valle laterale della Val Genova, sopraelevata rispetto a questa; appena più a valle si trova il lago di San Giuliano. Entrambi i bacini vennero scavati da un ghiacciaio nel Quaternario, che si ritirò in due fasi distinte, generando un deposito morenico che suddivise l'unico bacino originario nei due attuali. 
Il lago di Garzonè, geologicamente più giovane dell'altro, è molto più profondo; viene alimentato da varie sorgenti e ha un unico emissario che, dopo un tragitto di circa 150 metri e un dislivello di 5, sfocia nel lago di San Giuliano. L'acqua è limpida e consente di vedere fino alla profondità di circa 15 metri; al 2007, entrambi i laghi ghiacciavano da fine novembre fino quasi a giugno, con quello di San Giuliano che generalmente sgela un po' prima. Sulla sponda meridionale del lago si trova la Malga di Garzonè, mentre tra i due laghi sorge il rifugio alpino "San Giuliano", edificato nel 1930. 
I due laghi sono raggiungibili tramite il sentiero 230 che da località Diaga passa per Malga Campo, o dal sentiero 221 che, passando per il lago di Vacarsa, scavalca il passo Bocchetta dell'Acqua Fredda.